# Villeta
Villeta là một khu tự quản thuộc tỉnh Cundinamarca, Colombia. Thủ phủ của khu tự quản Villeta đóng tại Villeta Khu tự quản Villeta có diện tích ki lô mét vuông. Đến thời điểm ngày 28 tháng 5 năm 2005, khu tự quản Villeta có dân số 23398 người.